# Giancarlo Garozzo
Giancarlo Garozzo (Siracusa, 4 marzo 1977) è un politico italiano, sindaco di Siracusa dal 2013 al 2018.

## Biografia
Nel 1996 si diploma in ragionieria e perito commerciale per poi iscriversi alla facoltà di scienze politiche senza tuttavia completare gli studi.

### Attività politica
Ha mosso i primi passi in politica fin da giovane. Nel 1995 è eletto consigliere di circoscrizione a Siracusa, ruolo ricoperto fino al 2004, anno in cui si candida al Consiglio Comunale nella lista della Margherita, risultando il più votato della lista e venendo riconfermato nel 2008 nelle liste del Partito Democratico.
Dal 2008 al 2013 ricopre l'incarico di capogruppo del Partito Democratico del comune di Siracusa. A febbraio 2013 si dimette da consigliere comunale per concorrere alle primarie dell'aprile 2013 per l'individuazione del candidato sindaco del centro-sinistra della città di Siracusa. Vince le primarie con 3.444 preferenze, pari al 51%.
Il 24 giugno 2013 viene eletto sindaco di Siracusa al ballottaggio con il 53,30% delle preferenze. Nel settembre 2014 viene nominato dal Ministro dei beni e delle attività culturali, Presidente della Fondazione INDA. È anche stato Presidente del Centro Studi del Barocco.
Nel 2010 partecipa alla 1ª Leopolda ideata Matteo Renzi. Da quel momento sosterrà Renzi in tutte le competizioni elettorali. Nel libro il mostro, Renzi dice di Giancarlo Garozzo che è più renziano di lui.
Il 6 luglio 2016 viene nominato presidente dell'ambito territoriale idrico. L'elezione è avvenuta all'unanimità dei sindaci della Provincia di Siracusa.
Il 4 ottobre 2017 si concludono le indagini sulle presunte irregolarità nella raccolta delle firme per le liste delle elezioni comunali di Siracusa del 2013. La magistratura ha quindi indagato il sindaco per falso ideologico., finirà tutto in prescrizione.
Nel settembre 2017 è stato nominato vicepresidente di ANCI Sicilia.
Decide di non ricandidarsi alla carica di sindaco, conclude il proprio mandato il 27 giugno 2018, giorno in cui gli succede Francesco Italia, vicesindaco e assessore alla cultura nella sua giunta. Nel 2019 segue Matteo Renzi nella scissione, lascia il PD e aderisce al nuovo partito Italia Viva.
Nel 2023 si ricandida a sindaco di Siracusa a capo di una coalizione comprendente tre liste civiche in vista delle elezioni comunali del 28 e 29 maggio non risulterà eletto.